# Chus Lampreave
María Jesús Lampreave Pérez (Madrid, 11 de desembre de 1930 - Almeria, 4 d'abril de 2016), coneguda com a Chus Lampreave, fou una actriu espanyola condecorada amb la Medalla d'Or al Mèrit en les Belles Arts l'any 2001.

## Biografia
Tot i no tenir cap vocació com a actriu, es convertí en una de les més reconegudes del cinema espanyol. Va participar en més de cinquanta pel·lícules i nombrosos treballs a la televisió, en col·laboració amb importants directors del país.
Després de cursar el batxillerat i animada per la seva gran afició a la pintura, ingressa a l'Academia de Bellas Artes de San Fernando i, mitjançant Jaime de Armiñán, debuta el 1958 com a actriu de televisió. Comença en el món del cinema amb els directors Marco Ferreri treballant a El cochecito i Luis García Berlanga, treballant amb aquest en El Verdugo i en la seva trilogia Nacional (L'escopeta nacional, Patrimonio nacional i Nacional III).
Els seus millors èxits venen de la mà de Pedro Almodóvar, en les pel·lícules Entre tinieblas (1983), ¿Qué he hecho yo para merecer esto? (1984), Matador (1986) i Mujeres al borde de un ataque de nervios (1988). També treballà en Hable con ella (2002), Volver (2006) i Los abrazos rotos (2009).
Va actuar amb Fernando Trueba en El año de las luces (1986), amb qui tornaria a treballar en 1992 en Belle Époque, pel·lícula que guanyà l'Oscar a la millor pel·lícula de parla no anglesa i amb la que Chus guanyaria el Goya a la millor actriu secundària; i en 2012 en El artista y la modelo.
L'actriu va morir el dia 4 d'abril de l'any 2016, a Almeria.

## Filmografia
| Any  | Pel·lícula                               | Director                 |
| ---- | ---------------------------------------- | ------------------------ |
| 1958 | El pisito                                | Marco Ferreri            |
| 1960 | El cochecito                             | Marco Ferreri            |
| 1963 | El verdugo                               | Luis García Berlanga     |
| 1963 | La becerrada                             | José María Forqué        |
| 1971 | Mi querida señorita                      | Jaime de Armiñán         |
| 1974 | El amor del capitán Brando               | Jaime de Armiñán         |
| 1976 | Colorín colorado                         | José Luis García Sánchez |
| 1977 | L'escopeta nacional                      | Luis García Berlanga     |
| 1981 | Patrimonio nacional                      | Luis García Berlanga     |
| 1982 | Nacional III                             | Luis García Berlanga     |
| 1983 | Total                                    | José Luis Cuerda         |
| 1983 | Entre tinieblas                          | Pedro Almodóvar          |
| 1984 | ¿Qué he hecho yo para merecer esto?      | Pedro Almodóvar          |
| 1985 | Sé infiel y no mires con quién           | Fernando Trueba          |
| 1985 | Lulú de noche                            | Emilio Martínez Lázaro   |
| 1986 | Matador                                  | Pedro Almodóvar          |
| 1986 | El año de las luces                      | Fernando Trueba          |
| 1987 | La vida alegre                           | Fernando Colomo          |
| 1987 | Moros y cristianos                       | Luis García Berlanga     |
| 1987 | El pecador impecable                     | Augusto Martínez Torres  |
| 1988 | Espérame en el cielo                     | Antonio Mercero          |
| 1988 | Mujeres al borde de un ataque de nervios | Pedro Almodóvar          |
| 1988 | Miss Caribe                              | Fernando Colomo          |
| 1989 | Amanece, que no es poco                  | José Luis Cuerda         |
| 1989 | Bajarse al moro                          | Fernando Colomo          |
| 1992 | Belle Époque                             | Fernando Trueba          |
| 1992 | Supernova                                | Juan Miñón               |
| 1994 | Todos a la cárcel                        | Luis García Berlanga     |
| 1995 | Siete mil días juntos                    | Fernando Fernán Gómez    |
| 1995 | Así en el cielo como en la tierra        | José Luis Cuerda         |
| 1995 | La flor de mi secreto                    | Pedro Almodóvar          |
| 1998 | Torrente, el brazo tonto de la ley       | Santiago Segura          |
| 1998 | Una pareja perfecta                      | Francesc Betriu          |
| 2002 | El florido pensil                        | Juan José Porto          |
| 2002 | Hable con ella                           | Pedro Almodóvar          |
| 2003 | Atraco a las 3... y media                | Raúl Marchand Sánchez    |
| 2004 | Di que sí                                | Juan Calvo               |
| 2006 | Volver                                   | Pedro Almodóvar          |
| 2008 | Fuera de carta                           | Nacho G. Velilla         |
| 2009 | Los abrazos rotos                        | Pedro Almodóvar          |
| 2012 | El artista y la modelo                   | Fernando Trueba          |
| 2014 | Torrente 5: Operación Eurovegas          | Santiago Segura          |